# Stati federati del Brasile per indice di sviluppo umano
     0,899 – 1.000 (Very high HDI) - 3 Stati
     0,800 – 0,899 (High HDI) - 20 Stati
     0,700 – 0,799 (Medium HDI) - 4 Stati

Mappa secondo HDI nel 2018.
Legenda:
0,899 – 1.000 (Very high HDI) - 3 Stati
0,800 – 0,899 (High HDI) - 20 Stati
0,700 – 0,799 (Medium HDI) - 4 Stati

Questa è una lista degli stati federati del Brasile per indice di sviluppo umano 2021.
| Very High Human Development | Very High Human Development | Very High Human Development | Very High Human Development |
| Posizione                   | Stati                       | 2021 HDI                    | Comparabile con             |
| --------------------------- | --------------------------- | --------------------------- | --------------------------- |
| 1                           | Distretto Federale          | 0,816                       | Oman                        |
| High Human Development      |                             |                             |                             |
| 2                           | Rio de Janeiro              | 0,783                       | Seychelles                  |
| 3                           | San Paolo                   | 0,780                       | Bosnia ed Erzegovina        |
| 4                           | Santa Catarina              | 0,769                       | Cina                        |
| 4                           | Rio Grande do Sul           | 0,769                       | Cina                        |
| 5                           | Paraná                      | 0,763                       | Cuba                        |
| 6                           | Goiás                       | 0,761                       | Perù                        |
| 7                           | Espírito Santo              | 0,757                       | Messico                     |
| 7                           | Mato Grosso do Sul          | 0,757                       | Messico                     |
| 8                           | Roraima                     | 0,756                       | Messico                     |
| 9                           | Minas Gerais                | 0,754                       | Brasile                     |
| -                           | Brasile (media)             | 0,754                       | Brasile                     |
| 10                          | Mato Grosso                 | 0,751                       | Colombia                    |
| 11                          | Rio Grande do Norte         | 0,743                       | Azerbaigian                 |
| 11                          | Tocantins                   | 0,743                       | Azerbaigian                 |
| 12                          | Amapá                       | 0,741                       | Ecuador                     |
| 13                          | Sergipe                     | 0,739                       | Mongolia                    |
| 14                          | Amazonas                    | 0,730                       | Suriname                    |
| 14                          | Pernambuco                  | 0,730                       | Suriname                    |
| 15                          | Paraíba                     | 0,729                       | Suriname                    |
| 16                          | Bahia                       | 0,728                       | Uzbekistan                  |
| 17                          | Rondônia                    | 0,727                       | Uzbekistan                  |
| 18                          | Ceará                       | 0,726                       | Uzbekistan                  |
| 19                          | Alagoas                     | 0,712                       | Sudafrica                   |
| 19                          | Pará                        | 0,712                       | Sudafrica                   |
| 20                          | Acre                        | 0,709                       | Giamaica                    |
| 21                          | Piauí                       | 0,707                       | Samoa                       |
| Medium Human Development    |                             |                             |                             |
| 22                          | Maranhão                    | 0,698                       | Filippine                   |